# سیارک ۲۵۹۰۱
سیارک ۲۵۹۰۱ (به انگلیسی: 25901 Ericbrooks، نامگذاری:2000YX99)۲۵۹۰۱مین سیارک کشف شده‌است که در ۳۰ دسامبر ۲۰۰۰ کشف شد.